# سوزان رينير
سوزان رينير (بالألمانية: Susanne S. Renner)‏ (و. 1954 – م) هي عالمة نبات، وأستاذة جامعية من ألمانيا . ولدت في توبنغن.
وهي عضوة في الأكاديمية الألمانية للعلوم ليوبولدينا .

## مناصب وهيئات
أدارت جامعة لودفيش ماكسيميليان في ميونخ.